# Narada Theosophical Society
Die Narada Theosophical Society (Theosophische Gesellschaft Narada, manchmal auch Tacoma Theosophical Society) ist eine theosophische Organisation, welche eine Zwitterstellung zwischen Unabhängigkeit und Verbindung zu Muttergesellschaften einnimmt. Sie ist, einzigartig in der theosophischen Welt, sowohl autonom als auch Loge der Theosophischen Gesellschaft Adyar und ebenso der Theosophischen Gesellschaft Pasadena. Sitz der Gesellschaft ist Tacoma im US-amerikanischen Bundesstaat Washington.

## Geschichte
Die Narada Theosophical Society (NTS) wurde vom Geologen und Landvermesser Fred Gordon Plummer gegründet. Die erste Stiftungsurkunde der NTS stellte am 7. Januar 1890 die Theosophische Gesellschaft (TG) aus, dieses Dokument verbriefte der Tacoma Lodge, wie die Loge damals hieß, die offizielle Zugehörigkeit zur TG. 1895 spaltete sich die TG infolge der Judge Case in zwei konkurrierende Gesellschaften, einerseits die Theosophische Gesellschaft Adyar (Adyar-TG) und andererseits die Theosophische Gesellschaft in Amerika (TGinA). Die NTS folgte der TGinA-Richtung, die Stiftungsurkunde wurde von William Quan Judge am 28./29. April 1895 dahingehend geändert, wobei Judge die Autonomie der NTS anerkannte. Als die TGinA unter Katherine Tingley ihren Namen auf Universal Brotherhood and Theosophical Society (UBTS) änderte, erhielt die NTS mit 18. Februar 1898 eine neuerliche Urkunde mit gleichen Rechten. Nachdem bei einigen Mitgliedern der Wunsch aufgetaucht war, sich der Adyar-TG anzuschließen, setzte man dies in die Tat um und erhielt auch von dieser Seite eine mit Januar 1899 datierte Stiftungsurkunde mit einer Klausel, welche die Autonomie weiterhin gewährleistete.
Ab diesem Zeitpunkt war die NTS also sowohl Mitglied der Adyar-TG als auch der UBTS und dennoch autonom. Die UBTS änderte in Folge mehrmals ihren Namen und firmiert heute unter Theosophische Gesellschaft Pasadena (TG-Pasadena), diese stellte bis dato die Sonderstellung der NTS nie in Frage und stand der Situation mit Wohlwollen gegenüber. Anders hingegen die Adyar-TG, welche 1989 von der NTS verlangte, ihre Statuten denen der Muttergesellschaft anzupassen. Das hätte für die NTS den Verlust der Autonomie bedeutet und gleichzeitig den Ausschluss aus der TG-Pasadena nach sich gezogen, da eine Mitgliedschaft in mehreren Theosophischen Gesellschaften nicht gestattet war. Die NTS weigerte sich folglich diesen Schritt zu tun. Im Oktober 2004 kam dieses Verlangen erneut auf den Tisch und wurde ein weiteres Mal abgelehnt. Daraufhin versuchte die Adyar-TG leitende Stellen bei der NTS mit ihren Gefolgsleuten zu besetzen was schließlich zu gerichtlichen Auseinandersetzungen führte, welche das Klima schwer belasteten. Das Verhalten der Adyar-TG führte zu Verstimmungen bei anderen Theosophischen Gesellschaften.

## Ziele
Die Ziele der NTS sind ähnlich jenen der anderen Theosophischen Gesellschaften (siehe Ziele der Theosophischen Gesellschaft):
- Die verborgenen Geheimnisse der Natur, des Geistes und die spirituellen Kräfte zu erforschen.
- Das Studium der Weltreligionen und Wissenschaften zu fördern.
- Eine allumfassende Brüderschaft der Menschen zu bilden.